# Џејд Рејмонд
Џејд Рејмонд (рођена 28. августа 1975. године) је канадски творац видео игрица, најпознатија по уделу у стварању Assassin's Creed и Watch Dogs франшиза, и по оснивању студија за развој видео игрица Ubisoft Toronto и EA Motive Studios. Рејмондова је 16. марта 2021. године најавила је оснивање новог независног развојног тима под називом Heaven Studios.

## Младост и каријера
Џејд Рејмонд рођена је 28. августа 1975. године у Монтреалу. Завршила је средњу школу St. George of Montreal 1992. године и дипломирала на колеџу Marianopolis College 1994. године. Дипломирала је на универзитету McGill University 1998. године, на ком је студирала рачунарство и информатику. Први посао након факултета добила је у компанији Sony, у којој је радила на формирању прве групе за истраживање и развој у оквиру пословне јединице Sony Online. Ово ју је довело до наредног посла у компанији Electronic Arts у којој је радила као продуцент игрице The Sims Online. Од 2003. до 2004. године била је део телевизијског програма The Electric Playground на каналу G4 радећи пола радног времена као дописник са Виктором Лукасом, Томијем Талариком и Џули Стофер. У 2004. години почела је да ради за Ubisoft Montreal, где је предводила тим који је стварао прву Assassin's Creed игрицу. Касније је постала извршни продуцент игрице Assassin's Creed II, а била је и извршни продуцент нових игрица у студију Ubisoft Montreal, које укључују Watch Dogs и The Mighty Quest for Epic Loot.
У јануару 2010. године преселила се у Торонто да би, као генерални директор, основала нови студио за Ubisoft. Поред тога, Џејд Рејмонд је члан извршног одбора организације WIFT-T, која је посвећена унапређењу жена у филмској и телевизијској индустрији. 
У јулу 2015. године објавила је да се придружила компанији Electronic Arts, у оквиру које је основала студио Motive Studios, са седиштем у Монтреалу. Такође, водила је Visceral Games студио, који се налази у Калифорнији, у ком је радила са дизајнерком игрица и писцем Ејми Хенинг на Star Wars игрицама и развијању нових садржаја.
Магазин Develop одао је Џејд Рејмонд признање за „пионирске подухвате током двадесетогодишње каријере’’ уручивши јој награду Vanguard Award у јулу 2018. године. У октобру те године примила је награду Pioneer Award од фестивала Fun & Serious Game Festival, чиме је препознат „њен допринос индустрији видео игрица који се огледа у продуцирању игрица које се сматрају прекретницом у индустрији’’. 
Била је једна од неколико извршних продуцената видео игрица чије се име нашло на листи 500 најутицајнијих пословних лидера који обликују светску индустрију забаве коју је објавио магазин Variety 2018. и 2019. године.
Изабрана је за члана управног одбора организације Academy of Interactive Arts & Sciences 9. јануара 2018. године. Напустила је Motive Studios у октобру 2018, алудирајући на „тајни пројекат’’. У марту 2019. објавила је да се прикључула Гуглу као потпредседница компаније. Током конференције Game Developers Conference 2019. године, Гугл је потврдио да ће она водити њихов студио за развој игрица Google’s Studios, Stadia Games and Entertainment, како би створила ексклузивни садржај за Гуглов Stadia сервис за стримовање.
Првог фебруара 2021. године, објавила је не само да напушта овај студио већ да у потпуности одлази из Гугла, док је компанија истовремено објавила да је дошао крај њиховог Stadia Games and Entertainment развојног студија.
Џејд Рејмонд је основала Heaven Studios, нови независни развојни студио, 16. марта 2021. године са мултинационалном компанијом Sony Interactive Entertainment, улажући у студио како би направили потпуно нови садржај за конзолу PlayStation. Скоро годину дана касније, 21. марта 2022. године, компанија Sony Interactive Entertainment објавила је куповину студија Heaven Studios.